# SN 2006po
SN 2006po – supernowa typu Ia odkryta 13 listopada 2006 roku w galaktyce A202315-0050. W momencie odkrycia miała maksymalną jasność 21,40m.